# Dactylaria purpurella
Dactylaria purpurella är en svampart som först beskrevs av Pier Andrea Saccardo, och fick sitt nu gällande namn av Pier Andrea Saccardo 1880. Dactylaria purpurella ingår i släktet Dactylaria, ordningen disksvampar, klassen Leotiomycetes, divisionen sporsäcksvampar och riket svampar.   Inga underarter finns listade i Catalogue of Life.